# Синешти (Арђеш)
Синешти (рум. Sinești) насеље је у Румунији у округу Арђеш у општини Кука. Oпштина се налази на надморској висини од 519 m.

## Становништво
Према подацима из 2002. године у насељу је живело 391 становника, од којих су сви румунске националности.